# Bois de Vaires-sur-Marne
Bois de Vaires-sur-Marne este o arie protejată (sit de importanță comunitară — SCI) din Franța întinsă pe o suprafață de 96,63 ha, integral pe uscat.

## Localizare
Centrul sitului Bois de Vaires-sur-Marne este situat la coordonatele 48°52′48″N 2°38′49″E / 48.88°N 2.64694°E.

## Înființare
Situl Bois de Vaires-sur-Marne a fost declarat arie specială de conservare în baza directivei 92/43 din 1992 referitoare la conservarea habitatelor naturale și a faunei și florei sălbatice pentru a proteja 3 specii de animale.

## Biodiversitate
Situată în ecoregiunea atlantică, aria protejată conține 4 habitate naturale: Ape stătătoare oligotrofe până la mezotrofe, cu vegetație de Littorelletea uniflorae și/sau de Isoëto-Nanojuncetea, Liziere de ierburi înalte hidrofile de câmpie și de nivel montan până la alpin, Ape puternic oligomezotrofe cu vegetație bentonică cu Chara spp., Păduri aluvionare cu Alnus glutinosa și Fraxinus excelsior (Alno-Padion, Alnion incanae, Salicion albae).
La baza desemnării sitului se află mai multe specii protejate:
- amfibieni (1): triton cu creastă (Triturus cristatus)
- nevertebrate (2): croitorul mare al stejarului (Cerambyx cerdo), rădașcă (Lucanus cervus)